# Distretto di Khoshi
Il distretto di Khoshi è un distretto dell'Afghanistan appartenente alla provincia di Lowgar. Viene stimata una popolazione di 24.602 abitanti.